# Ahmad Alykob
Ahmad Adel Abdul Ameer Alykob (en árabe: أحمد العادل اليعكوب; nacido en Irak, 27 de enero de 1993) es un futbolista internacional iraquí. Juega de defensa y su equipo actual es el Karbala FC de Irak.

## Trayectoria
Ahmad Alykob, que actúa de defensa o de centrocampista realizando labores defensivas, empezó su carrera futbolística en las categorías inferiores del Karbala FC.
En 2006, con solo 17 años, firma un contrato profesional con el Karbala FC.
En 2012, ficha por el Al-Sinaa Sport Club. En este equipo permanece dos temporadas en las que gana dos Ligas.
En 2020 volvió a fichar por su actual club, el Karbala FC.

## Selección nacional
Ha sido internacional con la Selección de fútbol de Irak en 4 ocasiones. Su debut con la camiseta nacional se produjo el 24 de enero de 2011 en un partido amistoso contra Jordania (1-0).

## Clubes
| Club       | País  | Año           |
| ---------- | ----- | ------------- |
| Karbala FC | Irak  | 2006-2011     |
| Al-Sinaa   | Irak  | 2012-2019     |
| Karbala FC | Catar | 2020-presente |

## Títulos
- Ligas de Irak (Karbala FC)